# Riccia frostii
Riccia frostii là một loài rêu trong họ Ricciaceae. Loài này được Austin mô tả khoa học đầu tiên năm 1875.